# Route 630 (Nouveau-Brunswick)
Pour les articles homonymes, voir Route 630.
La route 630 est une route locale du Nouveau-Brunswick située dans le sud-ouest de la province, entre Andersonville (en) et Canterbury. Elle traverse essentiellement boisée et isolée, longue de 59 kilomètres, et n'étant pas pavée sur toute sa longueur, alors que sa section nord est une route de gravier. De plus, elle est l'un des principaux liens reliant Saint-Stephen, à l'extrême sud-ouest de la province, à la route 2, principale autoroute de la province.

## Tracé
La 630 débute à Andersonville (en), sur la route 3, une trentaine de kilomètres au nord de Saint-Stephen. Elle commence par se diriger vers le nord-nord-ouest pendant 20 kilomètres, en traversant aucune ville. Elle croise ensuite la route 4, à l'ouest de McAdam, et il s'agit de la seule intersection majeure de la route 630. La 630 devient ensuite une route de gravier pour le reste de sa longueur après cette intersection, en suivant la frontière est de la zone protégée provincial du lac Spednic, puis elle traverse une région encore plus isolée jusqu'à Canterbury, où elle est nommée rue Maple. Elle se termine dans le centre de la ville, sur la route 122, la principale route de la ville.
Par ailleurs, la 630 suit la frontière entre le Canada et les États-Unis sur ses 20 premiers kilomètres. En effet, à sa jonction avec la route 4, elle est à moins de 2 kilomètres de la frontière, près du poste douanier de McAdam.

## Intersections principales
| route 630          |                    |    |                                                             |                           |
| Comté              | Location           | km | Intersection/Destinations                                   | Notes                     |
| Comté de Charlotte | Andersonville (en) | 0  | R-3, Saint-Stephen, Fredericton                             | extrémité sud de la 630   |
| Comté d'York       | McAdam             | 22 | R-4, vers ME-6 et US 1, Codyville (Me), McAdam, Fredericton | début de la route gravier |
| Comté d'York       | Canterbury         | 59 | R-122, Skiff Lake, Woodstock, Meductic                      | extrémité nord de la 630  |